# 可口可乐公司

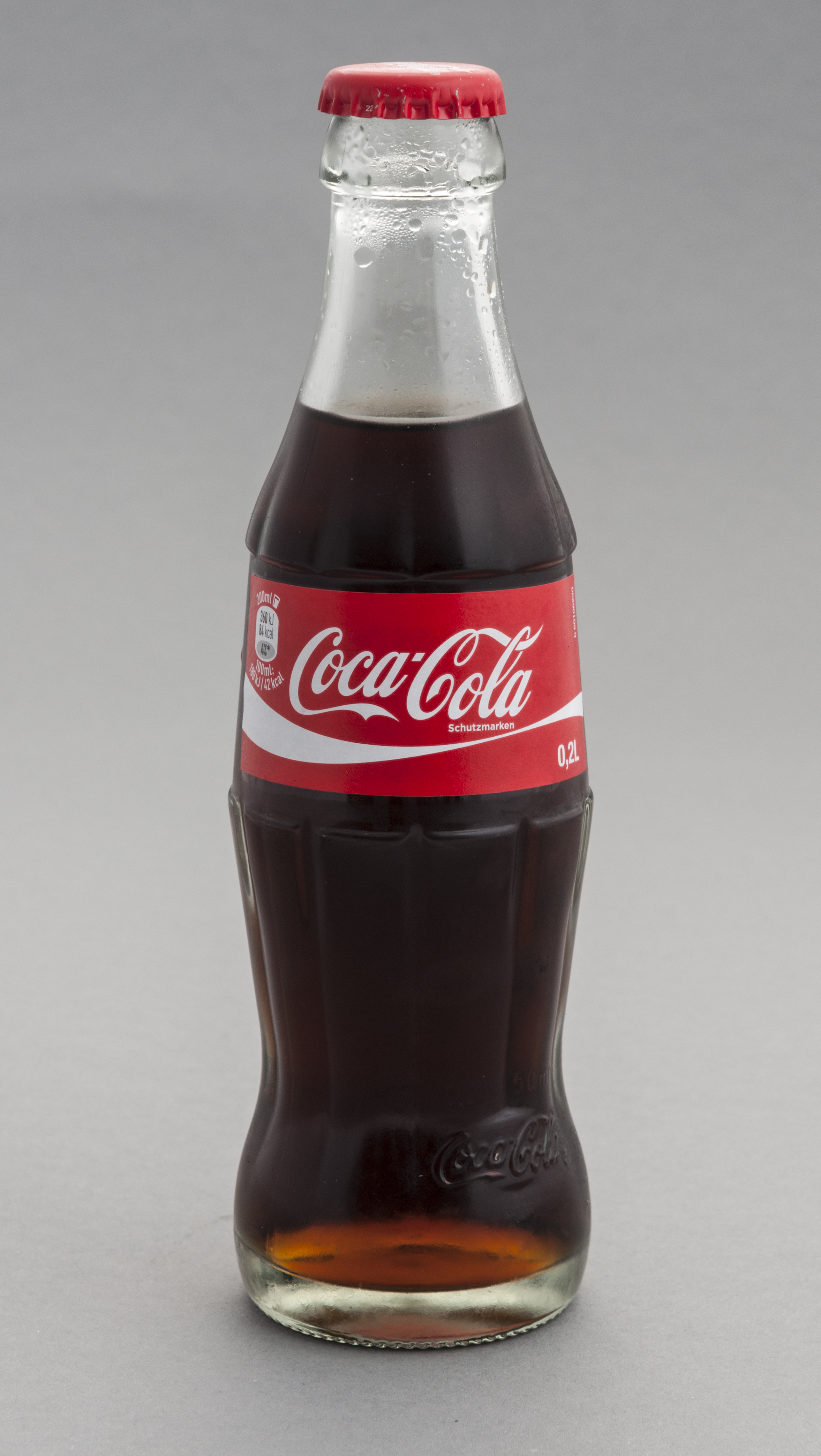
Coca Cola

可口可乐公司（英語：The Coca-Cola Company），是知名跨國企業，以軟性飲料生產、銷售和營銷聞名，也提供飲料濃縮液、糖漿以及酒精飲料。可口可乐公司最出名的产品是可口可乐饮料，是世界第一個可樂品牌，总部位于美国喬治亞州亚特兰大。
1886年，美国药剂师约翰·彭伯顿发明了可口可乐配方。1889年，美国实业家阿萨·坎德勒购入可口可乐配方與品牌，并于1892年正式在美国亚特兰大注册成立可口可乐公司。該公司的股票在紐約證券交易所上市，是道瓊斯工業平均指數、標準普爾500指數和標準普爾 100指數的一部分。

## 发展史
可口可樂的創始者之一約翰·彭伯頓正是可樂的發明人，但當初命名時是直接將該飲料稱為「Coca-Cola」，日後也就直接成為該公司品牌名稱。
1964年，陳啟清、辜振甫及楊麟等人共同出資成立「台灣汽水廠股份有限公司」（Taiwan Bottling Company, Limited），在1968年開始在台灣製造及銷售可口可樂。1985年，台灣汽水廠被可口可樂收購，改為「台灣可口可樂股份有限公司」。1994年，香港商太古集團併購台灣可口可樂公司，更名為「英屬維京群島商太古可口可樂股份有限公司台灣分公司」。
2010年2月27日，可口可樂同意以現金加承擔債務的方式收購Coca-Cola Enterprises Inc.（CCE）北美業務，交易總價約為121.7億美元，這其中不包括可口可樂公司已經持有的CCE 34％股權。根據交易條件，可口可樂將取得CCE的北美業務，放棄持有可口可樂企業公司的34%股權（價值34億美元），並承擔CCE的88.8億美元債務。可口可樂也在另一樁交易，以8.22億美元出售挪威和瑞典的裝瓶事業給CCE；可口可樂公司也有權收購可口可樂德國裝瓶事業的83%股權。
2010年4月10日，可口可樂增持英國飲料公司Innocent Drinks公司的四成股權，把持股比率提高到58%。一年前以3000萬英鎊 (4400萬美元)取得Innocent的18%股份。
2014年8月15日，可口可樂公司通過資產互換交易以21.5億美元收購美國第二大功能飲料生產商怪物飲料公司的16.7%股份，並將其功能飲料業務轉移怪物飲料，該業務包括NOS、Full Throttle、Burn、Mother、Play and Power Play以及Relentless等品牌。與此同時，怪物飲料將其非功能飲料業務轉移給可口可樂，這部分業務包括Hansen's Natural Sodas、Peace Tea、Hubert's Lemonade以及Hansen's Juice Products等品牌。
2016年10月13日安海斯-布希英博集團出售持有的可口可樂飲料非洲公司(Coca-Cola Beverages Africa)57%股份給可口可樂公司。
2018年8月16日可口可樂公司將入股NBA巨星柯比·布萊恩投資的運動飲料品牌BodyArmor，以實現產品多樣化，可口可樂將會成為BodyArmor的第二大投資者。不過雙方就未有披露具體的投資規模，以及可口可樂的持股量。
2018年8月31日可口可樂公司以39億英鎊（約51億美元）收購惠特貝瑞旗下全球第二大咖啡連鎖店咖世家，咖世家在全球有近4,000間店舖和擁有8237個自動販賣機Costa Express。
2018年9月21日可口可樂收購澳洲公司Organic & Raw旗下的MOJO康普茶，具體收購價格並未公佈。
2021年11月1日可口可樂以 56 億美元收購運動飲料製造商 Bodyarmor，全資持有。這是可口可樂迄今最大品牌收購，超過2018年收購 Costa Coffee 的51億美元。Bodyarmor 目前估值約80億美元。

## 名字的由來

### 中文名字的由來

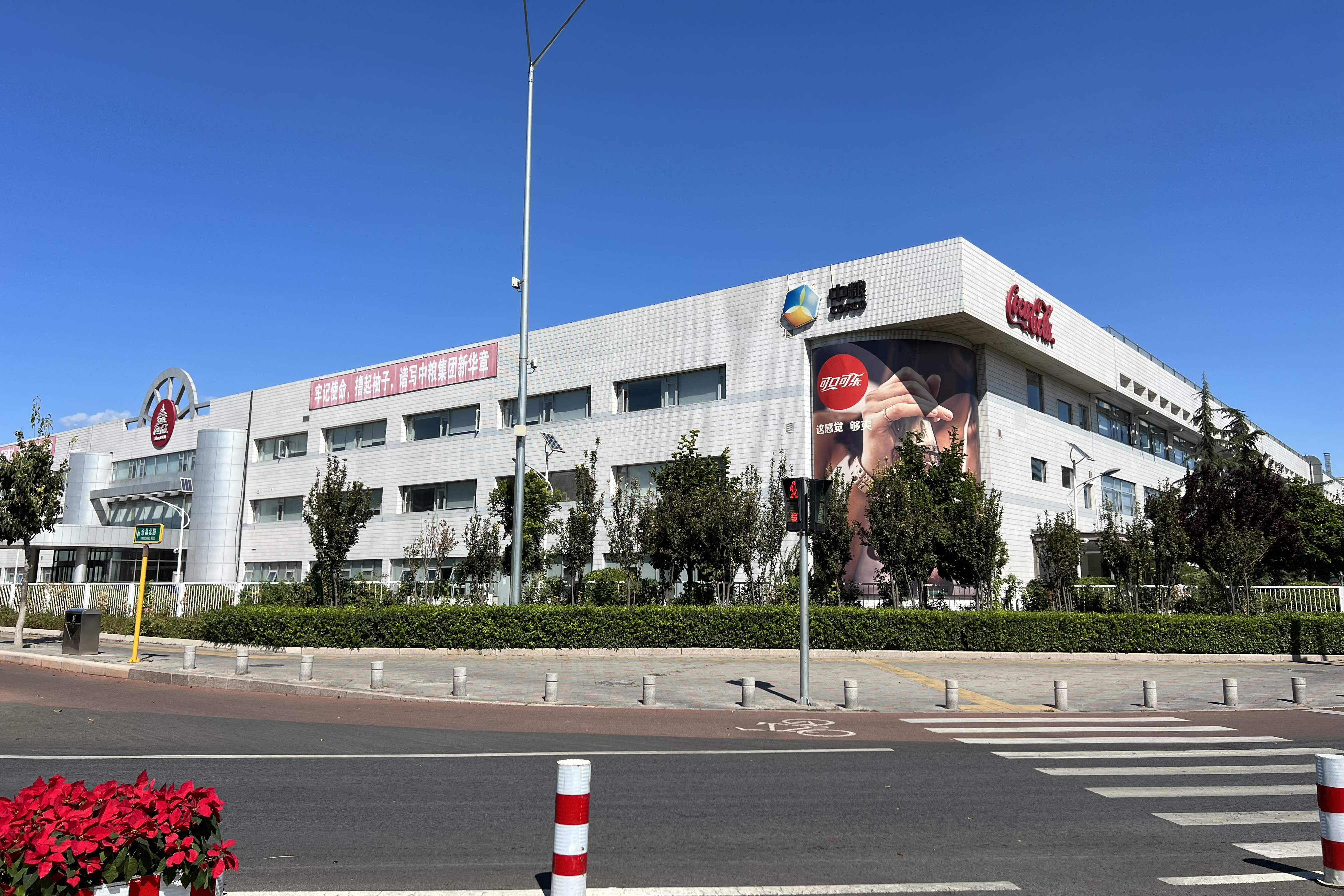
位于北京经济技术开发区的中粮可口可乐饮料（北京）有限公司，外墙广告标有可口可乐的中文商标

「可口可樂」这个名字，既“可口”亦“可樂”，不但保持英文的音，还比英文更有意思。这个中文名字是由學者蒋彝翻譯。「可口可樂」在1920年代已在上海生產但是没有正式的中文名字，起初使用的是「蝌蝌啃蠟」，结果因字面不当而未能在中国市场成功。於是，当时「可口可乐」專門負責海外業務的「可口可樂」出口公司，在英国登报征求译名。當時留学英國的蒋彝，便以「可口可樂」四個字擊败其他对手拿走350英镑。

### 英文名字的由来
儘管很多不同关于「可口可樂」這個名字的传说，其实「可口可乐」的英文名字是由彭伯顿当时的助手及合伙人会计员罗宾逊命名的。他自己是一个古典书法家，他認為「两个大寫C字会很好看」，因此用了“Coca-Cola”，“coca”是古柯樹葉子提煉的香料，“cola”是可樂果實中取出的成份。「可口可樂」的商标百多年来一直未有改变。

## 產品
產品有可口可樂、雪碧（Sprite）、芬達（Fanta）、飛想茶（Fuze）、Honest Tea、ZICO椰子水、奥德瓦拉、美粒果（Minute Maid）、爽健美茶、Glacéau vitaminwater、果汁系列等。與雀巢公司合作生產的有雀巢檸檬茶、雀巢咖啡、雀巢奶茶、雀巢·淳茶舍系列等。
在臺灣，可口可樂公司擁有三個暢銷的茶飲品牌，包括原萃、爽健美茶以及飛想茶。

## 收入
可口可樂公司在超過200個國家銷售其飲料，每天的營業額達15億（包括其商標直接／間接的授權）（2010年這個數字是16億）。其中，「Coca-Cola」和「Coke」系列貢獻78%的總銷量。
2018年淨營運收入達318.56億美元（2017年度為354.1億美元），按年減少10%。
在此財報後，市值一度 蒸發約170億美元。
根据2007年度报告，其区域销售数据如下
- 42% ：美国
- 37% ：墨西哥，印度，巴西，中国
- 20% ：其他

而根據2017年度報告，其區域銷售數據如下：
- 30%：歐洲、中東及非洲
- 27%：拉丁美洲
- 23%：亞太
- 20% ：北美（包括美國及加拿大）

## 收购
- 1960年 收購Minute Maid
- 1982年 以美金6.92億收購Columbia Pictures，然后把它的电影部门以$15亿出售给索尼
- 1993年 收购印度可乐公司Thums Up
- 1995年 收购Barq's
- 2001年 以$1810万收购Odwalla brand ，该公司原先生产果汁，酒类和冰沙。
- 2007年 以$2500万收购Fuze Beverage
- 2018年 以51亿美元收购Costa
- 2021年 以56亿美元收购運動飲料Bodyarmor

## 可口可乐裝瓶商

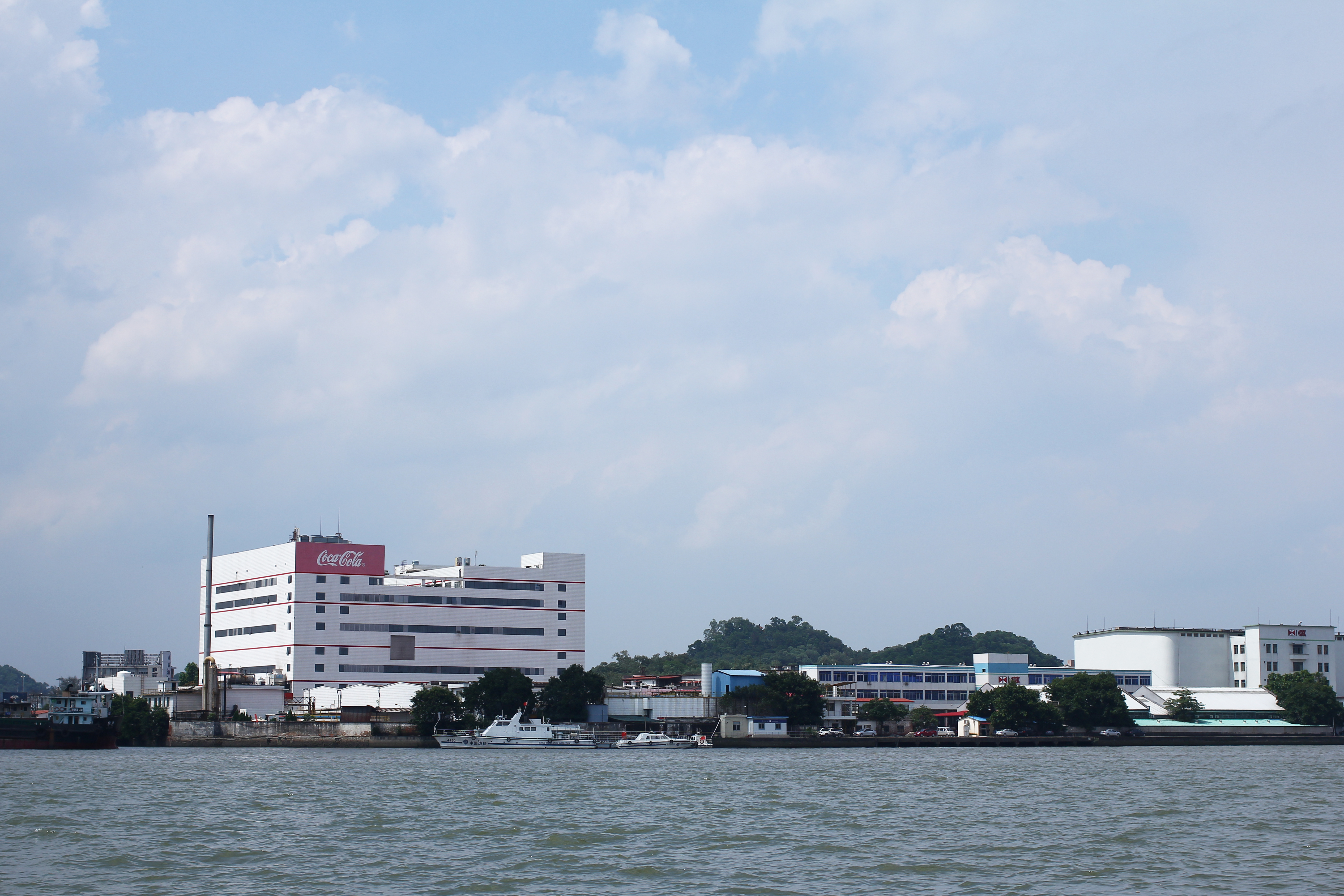
位于广东省广州市黄埔区的广东太古可口可乐本部

- 可口可乐欧洲合作伙伴公司（拥有澳洲、新西兰、印尼、巴布亞新畿內亞、薩摩亞、斐濟、菲律宾、伊比利亚，德国，英国，法国，比利时/卢森堡，荷兰，挪威，瑞典和冰岛）
- 太古飲料控股
- 中國食品
- 可口可樂日本裝瓶控股（Coca-Cola Bottlers Japan Holdings）
- 可口可乐凡萨瓶装
- 可口可樂希臘裝瓶公司
- Coca-Cola Beverages Africa可口可乐在非洲最大的瓶装业务
- 法国卡思黛乐集团（Castel Group）（拥有在阿尔及利亚、突尼斯等十几个非洲国家为可口可乐饮料提供瓶装服务）
- Coca-Cola Consolidated, Inc.可口可乐装瓶公司

## 争议

### 可口可乐收购汇源事件
起於可口可乐公司全资子公司大西洋工业公司想要以24億美元收购中国大陆果汁饮料公司汇源公司。
2009年3月18日，中国商务部以违反中国《反垄断法》为由禁止可口可乐收购汇源。

### 香港可口可乐罷工事件
太古可口可樂香港有限公司工會約30名營業部員工2021年5月28日，於沙田小瀝源太古汽水廠門前罷工。工會指，公司於本月初向營業部員工發出通告，表示將改變員工的薪酬制度。在新方案下，員工的底薪將會「封頂」設於17,000元；而原本的佣金制度會刪走，改為需員工達到銷售量指標，並與公司營運成本掛勾。公司要求員工今日前接受大幅度減薪的薪酬調整方案，否則直接解僱員工。